# Antarctonemertes phyllospadicola
Antarctonemertes phyllospadicola är en djurart som tillhör fylumet slemmaskar, och som först beskrevs av Stricker 1985.  Antarctonemertes phyllospadicola ingår i släktet Antarctonemertes och familjen Tetrastemmatidae. Inga underarter finns listade i Catalogue of Life.